# 相馬バイパス
相馬バイパス（そうまバイパス）は、福島県の相馬市と相馬郡新地町とを結ぶ、全長9.9 km（キロメートル）の国道6号バイパスである。相馬市街地の迂回と相馬中核工業団地へのアクセス強化を目的としている。

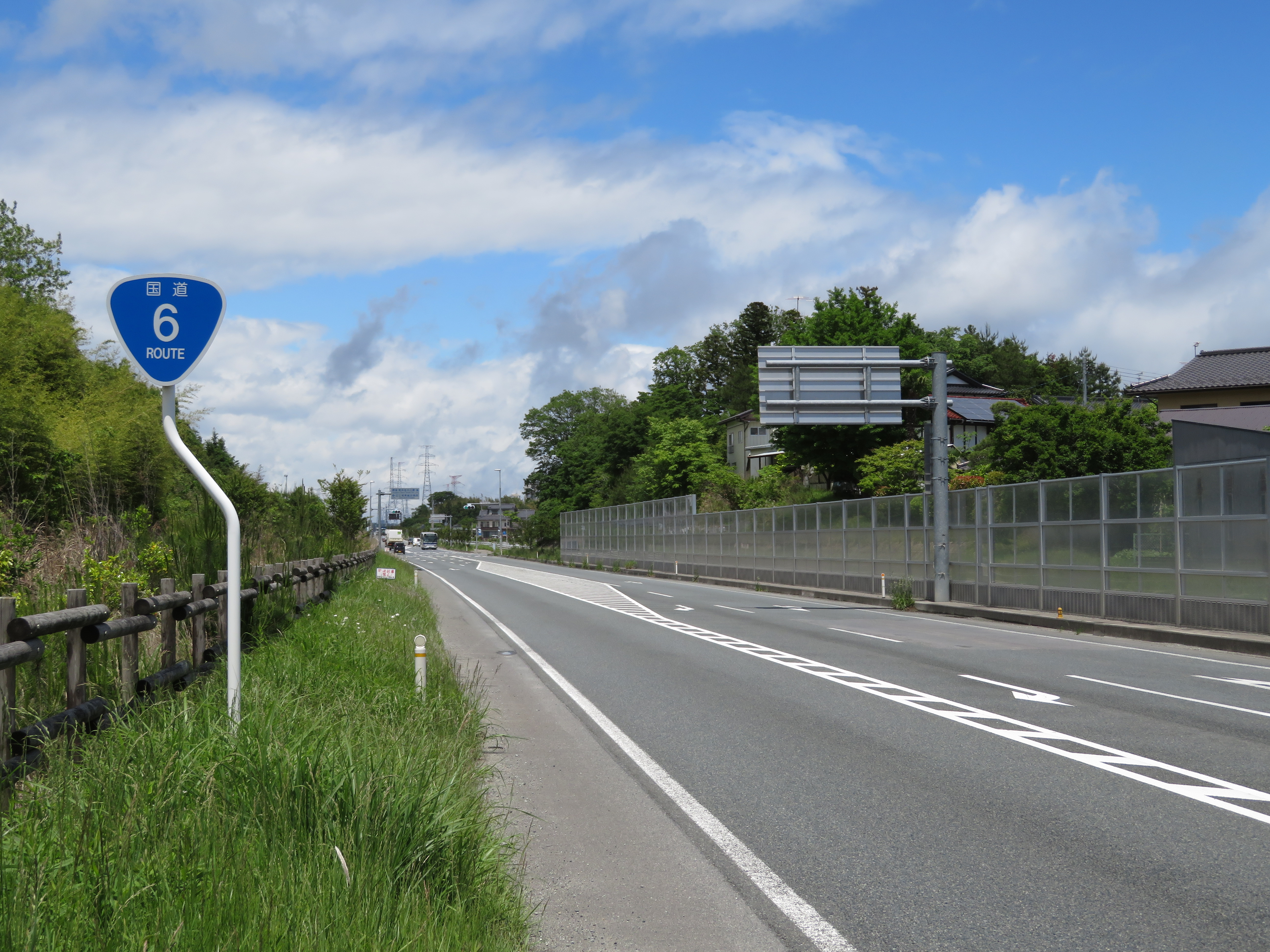
福島県相馬市尾浜細田付近

2008年（平成20年）3月2日に全線が供用された。

## 概要

### 路線データ
- 起点 : 福島県相馬市程田
- 終点 : 福島県相馬郡新地町駒ケ嶺
- 総延長 : 9.9 km

### 道路諸元
相馬市程田 - 相馬市大曲（延長1.8 km）、相馬市光陽 - 新地町駒ヶ嶺（延長2.9 km）
- 規格 : 第3種第2級
- 設計速度 : 60 km/h
- 道路幅員 : 17.0 m
- 車線幅員 : 3.5 m
- 車線数 : 2車線

相馬市大曲 - 相馬市光陽（延長5.2 km）
- 規格 : 第3種第1級
- 設計速度 : 80 km/h
- 道路幅員 : 暫定13.5 m（完成26.0 m）
- 車線幅員 : 3.5 m
- 車線数 : 暫定2車線（完成4車線）

## 歴史
- 1987年度（昭和62年度） : 事業化（2工区・3工区）[1]。
- 1990年度（平成2年度） : 用地買収着手[1]。
- 1998年度（平成10年度） : 工事着手[1]。
- 1998年度（平成10年度） : 1工区・4工区事業化[1]。
- 2001年（平成13年）11月6日 : 相馬市尾浜 - 相馬市光陽延長2.2 km（3工区）が暫定2車線で供用開始[1]。
- 2006年（平成18年）3月27日 : 相馬市大曲 - 相馬市尾浜延長3.0 km（2工区）が暫定2車線で供用開始[1]。
- 2008年（平成20年）3月2日 : 相馬市程田 - 相馬市大曲延長1.8 km（1工区）、相馬市光陽 - 新地町駒ケ嶺延長2.9 km（4工区）が供用開始し全線開通[2]。
- 2011年（平成23年）3月11日 ： 東北地方太平洋沖地震（東日本大震災）が発生。海岸から3.7 km離れた本道まで津波が押し寄せたが、盛土構造が堤防としての役割を果たし、本道より内陸部では津波被害が大幅に軽減された[3]。
- 2017年（平成29年）4月1日 : 相馬バイパスと並行する国道6号の現道区間が国土交通省管理から福島県管理への移管に伴い、福島県道394号相馬新地線となる[4]。

## 路線状況

### 道路構造物
相馬東大橋（相馬市）
宇多川橋
- 全長：322.2 m
  - 主径間：48.0 m

- 幅員：8.5（12.0） m
- 構造：7径間鋼連続鈑桁橋
- 竣工：2003年（平成15年）
- 施工：日本鉄塔工業

小泉川橋
- 全長：192.0 m
- 幅員：8.5（12.0） m
- 竣工：2006年（平成18年）。

二級河川宇多川を渡る宇多川橋と二級河川小泉川を渡る小泉川橋との総称であり、総延長は669 mである。2006年（平成18年）2月22日に公募によって命名された。南詰は相馬市南飯渕字北木関無、北詰は同市本笑字中江に位置する。橋の南側、北側それぞれには川と並行する市道へのハーフインターのランプウェイが合分流している。2006年（平成18年）3月27日の延伸開通により供用が開始された。
新地蔵川橋（新地町）
- 全長：143.2 m
  - 主径間：70.4 m

- 幅員：8.5（12.0） m
- 型式：2径間鋼連続箱桁橋
- 竣工：2004年（平成16年）
- 施工：東京鐵骨橋梁

二級河川地蔵川を渡る。南詰は駒ヶ嶺字南川尻、北詰は駒ヶ嶺字今神西に位置する。橋南側に相馬市との市町境があり、その至近に国道113号と交差する光陽北交差点があり、国道113号の地蔵川橋がすぐ西側に架けられている。
駒ヶ嶺大橋（新地町）
- 全長：490.9 m
- 幅員：11.0 m
- 竣工：2007年（平成19年）

JR常磐線を渡り、南詰は駒ヶ嶺字北向東、北詰は駒ヶ嶺字新林に位置する。2008年（平成20年）1月21日に公募によって命名された。

## 地理

### 交差する道路
- 上側が起点側、下側が終点側。左側が上り側、右側が下り側。

| 交差する道路           | 交差する道路                     | 交差する場所 | 交差する場所 | 東京から (km) |
| ---------------------- | -------------------------------- | ------------ | ------------ | ------------- |
| 国道6号 いわき方面     |                                  |              |              |               |
| -                      | 県道394号相馬新地線 相馬市街方面 | 相馬市       | 潜石         | 295.0         |
| 県道74号原町海老相馬線 | 国道115号（相馬南バイパス）      | 相馬市       | 大曲         | 296           |
| 県道38号相馬亘理線     | 県道38号相馬亘理線               | 相馬市       | 細田         | 299.5         |
| 県道272号原釜椎木線    | 県道272号原釜椎木線              | 相馬市       | 光陽中央     | 301           |
| 県道389号相馬港線      | 国道113号相馬バイパス            | 相馬市       | 光陽北       | 301.7         |
| -                      | 県道394号相馬新地線              | 新地町       | 新林         | 304.3         |
| 国道6号 仙台方面       |                                  |              |              |               |